# 上施塔姆海姆
上施塔姆海姆（德語：Oberstammheim）是瑞士联邦苏黎世州安德尔芬根区的已废除市镇，2019年1月1日市镇合并之后是施塔姆海姆的组成部分。上施塔姆海姆面积为9.36平方千米，海拔高度440米，2018年12月31日人口数为1,164。

## 外部連結
- 上施塔姆海姆官方网站 （德文）